# تدريب الطهاة غير المدفوع
يُعبر عن تدريب الطهاة غير المدفوع بمُصطلح التدريب التجريبي (بالإنجليزية: Staging)، وهو اختبار تدريب داخلي غير مدفوع الأجر، يعمل به الطاهي لفترة وجيزة مجانًا في مطبخ طاهٍ آخر للتعلم والتعرض لتقنيات ومأكولات جديدة.
يعود أصل المصطلح إلى الكلمة الفرنسية والتي تعني مُتدرب أو طالب أو مشارك. في كثير من الأحيان يُستخدم المصطلح الفرنسي بالتبادل مع المصطلحات المذكورة أعلاه. يُشار إلى الفرد الذي يكمل هذا النشاط باسم مرحلة، أو كوميس أو "مساعد الشيف" أو "متطوع".

## العملية
يُعتبر التدريب التجريبي مشابهًا للتجربة في المطابخ الاحترافية، وهو نشاط يستخدم غالبًا لتقييم مهارات وتدريب المرشح لوظيفة الطبخ. قد يقوم رئيس الطهاة الذي يقوم بالتوظيف بتقييم مهارات الطاهي التجريبي التكيفية في المطبخ الجديد وكيفية تفاعله مع الموظفين الآخرين في المطعم. عندما يبحث طالب الطهي أو متدرب على الطهي عن فرصة تدريب، غالبًا ما تكون التجربة هي الخطوة التالية بعد المقابلة.

## التاريخ
قبل ظهور مدارس الطهي الحديثة، كان الطهاة الشباب يتعلمون حرفتهم كمتدربين غير مدفوعي الأجر في مطابخ المطاعم والمخابز الاحترافية ومؤسسات إعداد الطعام الأخرى، تحت إشراف طاهٍ مرشد. أصبحت هذه الممارسة أقل شيوعًا في العقود الأخيرة.